# Turvesaaret (ö i Enare träsk, Enare)
Turvesaaret, nordsamiska: Lavŋesuolluuh, skoltsamiska: Lâu'ŋŋsuõllu, är en ö i Finland. Den ligger sjön Enare träsk och  i kommunen Enare  i den ekonomiska regionen Norra Lappland och landskapet Lappland, i den norra delen av landet, 1 000 km norr om huvudstaden Helsingfors. Öns area är 8,3 hektar och dess största längd är 480 meter i nord-sydlig riktning.